# Praha-Běchovice
Praha-Běchovice egy csehországi vasútállomás, Prágában.

## Megközelítés helyi közlekedéssel
- Busz:  109, 163, 240, 250, 903
- Vonat:   S1   S7

## Vasútvonalak
Az állomást az alábbi vasútvonalak érintik:
- Prága–Kolín-vasútvonal

## Szomszédos állomások
A vasútállomáshoz az alábbi állomások vannak a legközelebb:
- Praha-Dolní Počernice (Prága–Kolín-vasútvonal, Praha Masarykovo nádraží)
- Praha-Běchovice střed (Prága–Kolín-vasútvonal, Kolín)
- Praha-Hostivař